# Gianfrancesco Gonzaga di Sabbioneta

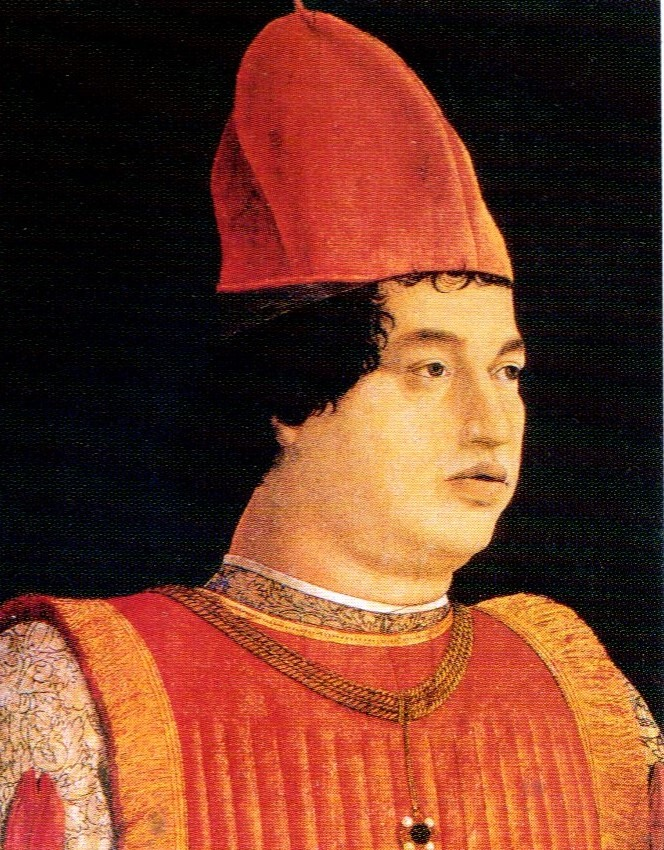
Gianfrancesco Gonzaga

Gianfrancesco Gonzaga di Sabbioneta (* 4. Oktober 1446 in Mantua; † 28. August 1496 in Bozzolo) war ein italienischer Adliger, Sohn des Markgrafen Ludovico III. Gonzaga von Mantua und seit 1479 Graf von Sabbioneta und Rodigo sowie Herr von Bozzolo und Gazzuolo.

## Herkunft

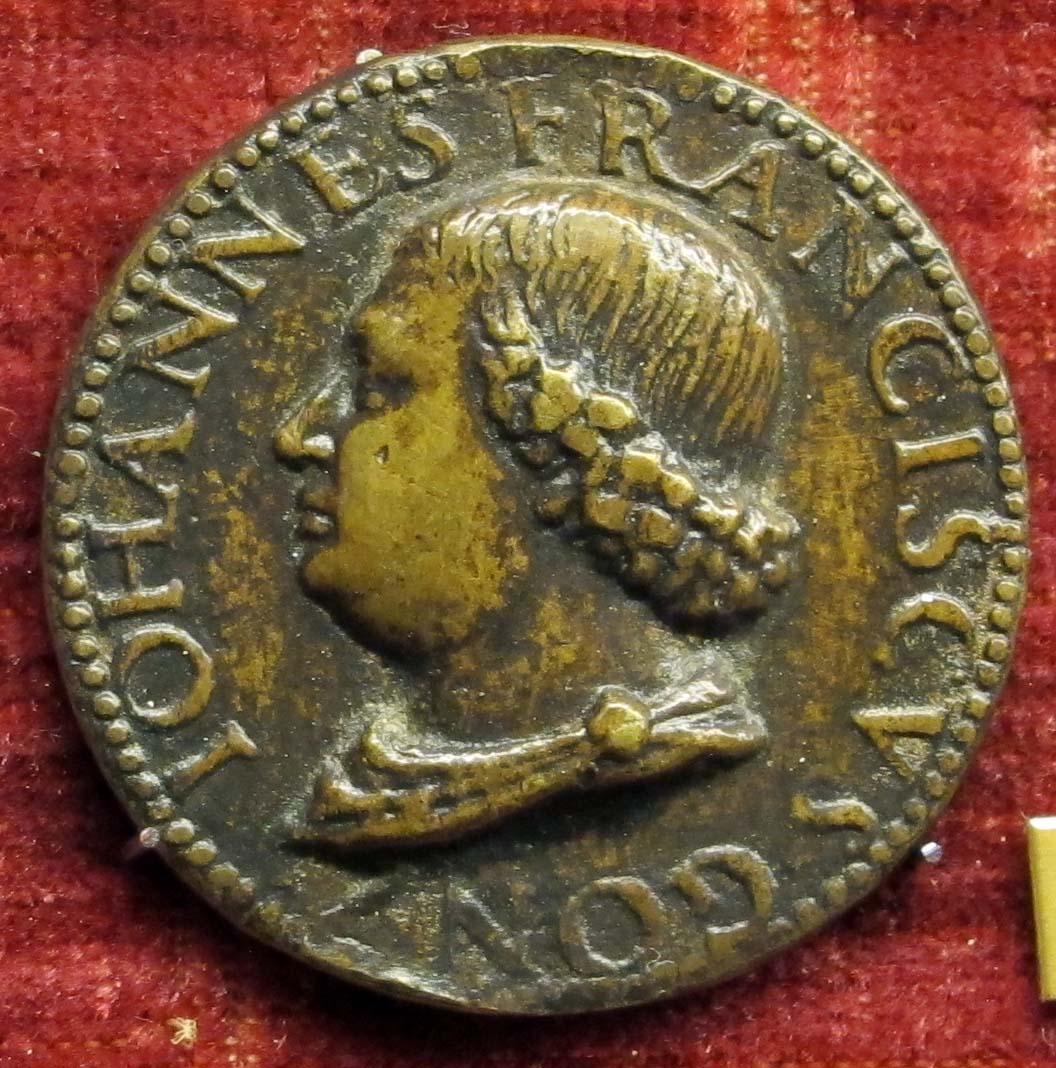
Bronzemedaille mit dem Porträt des Gianfrancesco Gonzaga

Gianfrancesco war der dritte der fünf Söhne des Markgrafen Ludovico III. von Mantua aus dem alten italienischen Adelsgeschlecht der Gonzaga, aus dessen Ehe mit der Markgräfin Barbara von Brandenburg aus der Dynastie der Hohenzollern. Sein ältester Bruder folgte nach dem Tode des Vaters 1478 diesem als Federico I. in der Markgrafschaft Mantua nach. Der zweitälteste Bruder Francesco war seit 1461 Kardinal und wurde 1466 Bischof von Mantua. Nach seinem Tod im Jahr 1483 folgte ihm der jüngste Bruder Ludovico als Bischof von Mantua. Gianfrancesco und sein Bruder Rodolfo, die beide eine militärische Laufbahn eingeschlagen hatten, entschieden sich nicht für einen geistlichen Stand. Nach dem Tode des Vaters wurden ihnen von Federico I. Teile der Markgrafschaft überlassen. Diese Vereinbarung zwischen den Brüdern, die im Februar 1479 festgelegt worden war, wurde am 10. Juni von Kaiser Friedrich III. ratifiziert.
Gianfrancesco wurde Graf von Sabbioneta und Rodigo sowie Herr von Bozzolo und Gazzuolo. Er wurde zum Stammvater der späteren Herzöge von Sabbioneta und Fürsten von Bozzolo, da bereits unter seinen Söhnen das Gebiet nochmals geteilt wurde. Diese Nebenlinie der Gonzaga erlosch im Mannesstamm im Jahr 1703. Sein jüngerer Bruder Rodolfo erhielt in der brüderlichen Teilung Castel Goffredo, Castiglione und Solferino. Seine Nachkommen erloschen in männlicher Linie im Jahr 1819.

## Leben
Gianfrancesco Gonzaga wuchs im Palast zu Mantua auf und wurde mit seinen Brüdern im Geist der Renaissance nach dem Vorbild von Vittorino da Feltre erzogen. Seine Lehrer waren die bedeutenden Humanisten Ognibene Bonisoli, von 1449 bis 1453, und Bartolomeo Platina von 1453 bis 1457. Zwischen 1458 und 1459 weilte er etwa ein Jahr lang bei seinen Großeltern mütterlicherseits in Franken, um Deutsch zu lernen. Im Frühjahr 1462 begleitete er seinen Bruder, den Kardinal Francesco, auf einer Reise, die ihn in die Römische Kurie führte. Im Jahr darauf gehörten Gianfrancesco und sein Bruder Rodolfo zu den Personen, die nach Innsbruck kamen, um Margarete von Bayern, die Braut des Erstgeborenen Federico, nach Mantua zu begleiten. 1465 wurde er von seinem Vater in das Königreich Neapel geschickt, um Erfahrungen im Waffenhandwerk zu sammeln. Im April 1466 erhielt er von König Ferdinand den Posten des Generalleutnants der neapolitanischen Truppen in Norditalien. In den Jahren zwischen 1467 und 1469 kämpfte Gianfrancesco unter dem Befehl des Herzogs von Kalabrien und Federico da Montefeltros im Königreich Neapel und in Mittelitalien. Er wandte sich indessen an seinen Bruder, dank dessen Einflusses als Kardinal im Rom, konnte Gianfrancesco seinen militärischen Dienst beim Papst antreten. Von Februar 1469 bis in die späten siebziger Jahre blieb er im Sold des Papstes, in der Romagna und Bolognese unter dem Befehl von Federico da Montefeltro, Gonfaloniere der Kirche.
Am 12. Juni 1478 starb der Vater und Gianfrancesco konnte mit seinem Bruder Rodolfo je ein eigenständiges Territorium von Mantua abspalten. In Nachverhandlungen konnte Markgraf Federico I. zwar noch das strategisch wichtige Zentrum Viadana für Mantua retten, doch nur im Austausch gegen Rodigo. Die Gebiete, die er seinen Brüdern abtrat, gingen Mantua für immer verloren. Die Hauptlinie erlosch mit Vincenzo II. Gonzaga bereits im Jahr 1627 und dies mündete in einen Erbfolgekrieg der die Eigenständigkeit des Herzogtums selbst bedrohte.
In den Jahren zwischen 1478 und 1484 stand Gianfrancesco im Sold des Herzogs von Mailand an der Seite seines Bruders, des Markgrafen von Mantua. Er war mit den Mantuanischen Truppen in der Schlacht von Poggio Imperiale im September 1479 und an der Seite des Herzogs von Ferrara im Jahre 1482 an den antivenezianischen Kämpfen beteiligt. Im Jahr 1484 starb sein Bruder Federico I. und Gianfrancesco zog sich auf seine Güter zurück. Das Verhältnis zu seinem Neffen Markgraf Gianfrancesco II. war zunächst äußerst gespannt. Die Ratgeber des jungen Markgrafen setzten das Gerücht einer Verschwörung in Umlauf, ob wahr oder unwahr bleibt ungeklärt. Was sicher ist, ist, dass Gianfrancesco in jenen Jahren, die er auf seine Güter verbannt war, sich den Befestigungen seiner Städte widmete und die Verschönerung der Hauptzentren, Rodigo und Bozzolo, in Angriff nahm. Unterstützt wurde er dabei durch seine Frau, Antonia del Balzo (1461–1538), Tochter des Herzogs Pirro von Andria, einer Aristokratin mit engen Verbindungen zur herrschenden Dynastie des Königreichs Neapel, die er im Juli 1479 geheiratet hatte. Die letzten Jahre seines Lebens vergingen ruhig. Er starb nach kurzer Krankheit am 28. August 1496.

## Ehe und Nachkommen

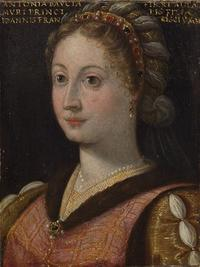
Antonia del Balzo

Gianfrancesco Gonzaga vermählte sich am 17. Juli 1479 mit Antonia del Balzo, die aus einer der berühmtesten Adelsfamilien des Königreichs Neapel stammte. Gemeinsam hatten sie elf Kinder:
- Ludovico Gonzaga (* 1480/81 in Bozzolo, † Juni 1540 in Sabbioneta) 2. Graf von Sabbioneta und Rodigo

⚭ 1497 Francesca Fieschi († August 1528), Tochter von Gian Luigi Fieschi Conte di Lavagna († 1510)
- Barbara Gonzaga (* um 1482, † 1558 in Viadana), ⚭ März 1499 Gianfrancesco Sanseverino (* um 1450, † 1501), seit 1487 2. Graf von Caiazzo, seit 1483 Graf von Colorno, ein Sohn des berühmten Condottiere Roberto Sanseverino d’Aragona Graf von Caiazzo und Colorno († 1487)
- Federico Gonzaga (* um 1483 in Bozzolo, † 28. Dezember 1527 in Todi) Herr von Bozzolo, Rivarolo und Isola Dovarese, Condottiere

⚭ 1503 in Asola, Giovanna Orsini († 1528/30), eine Tochter von Lodovico Orsini Conte di Pitigliano
- Dorotea Gonzaga (* um 1485, † 1538/50), ⚭ Gianfrancesco Acquaviva Marchese di Bitonto († 7. Oktober 1527)
- Eleonora Gonzaga (* um 1485, † März 1512), ⚭ 30. September 1500 Christoph Graf von Werdenberg-Heiligenberg (* um 1472, † 29. Januar 1534 auf Sigmaringen)
- Susanna Gonzaga (* um 1488, † 1549), ⚭ September 1515 Pietro de Cardona Conte di Collesano (* um 1470, † gefallen in der Schlacht bei Bicocca 1522)
- Camilla Gonzaga (* um 1488, † 1529), ⚭ 1518 Alfonso Granai Castriota, Marchese di Atripalda, Gouverneur der Provinzen Terra di Bari[2] und Terra d’Otranto[3] († 1544), Enkel von Vrana Konti
- Pirro I. Gonzaga (* 1490, † 22. Januar 1529 in Gazzuolo), Herr von Bozzolo, Gazzuolo und San Martino, 1523 alle Güter konfisziert, erhält dafür Commessaggio

⚭ Emilia Camilla Bentivoglio (* nach 1487, † 19. November 1529 in Gazzuolo), eine Tochter von Annibale II. Bentivoglio (* 1466, † 1540) Herr von Bologna und der Lucrezia d’Este (⚭ 28. Januar 1487), eine außereheliche Tochter von Ercole I. d’Este († 1505) Herzog von Ferrara, Modena und Reggio
- Antonia Gonzaga (* um 1493, † 1540), ⚭ (I) um 1510 Alfonso Visconti Signore di Saliceto († 1520); (II) Filippo Tornielli Conte di Melzo († 1553/54)
- Gianfrancesco Gonzaga (* um 1493, † 1500)
- Giovanna Gonzaga (* um 1495, † ?), ⚭ Uberto Pallavicino Marchese di Zibello († 1531 ?)

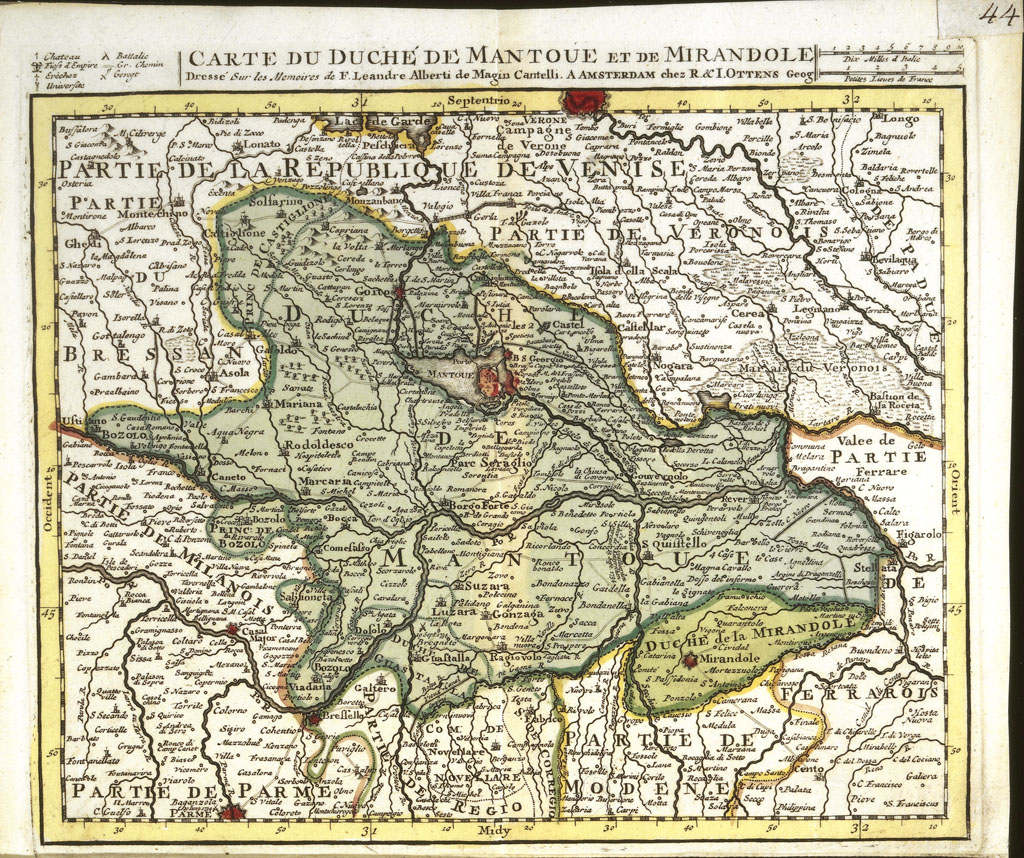
Sabbioneta und Bozzolo als abgetrennte Herrschaften im Südwesten Mantuas, 1750
Lage von Sabbioneta in der heutigen Provinz Mantua
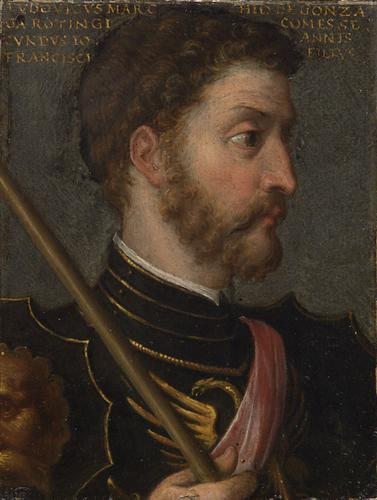
Ludovico Gonzaga (1480–1540) Conte di Sabbioneta (1496–1540)
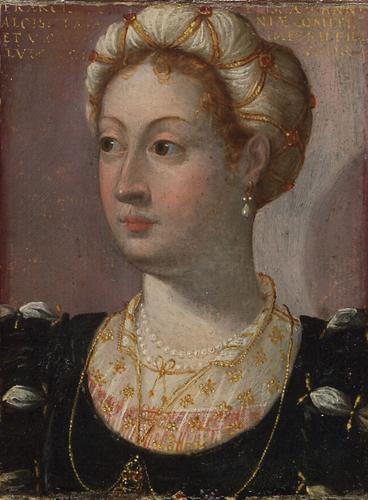
Ludovicos Frau Francesca Fieschi († 1528)
Lage von Bozzolo in der heutigen Provinz Mantua
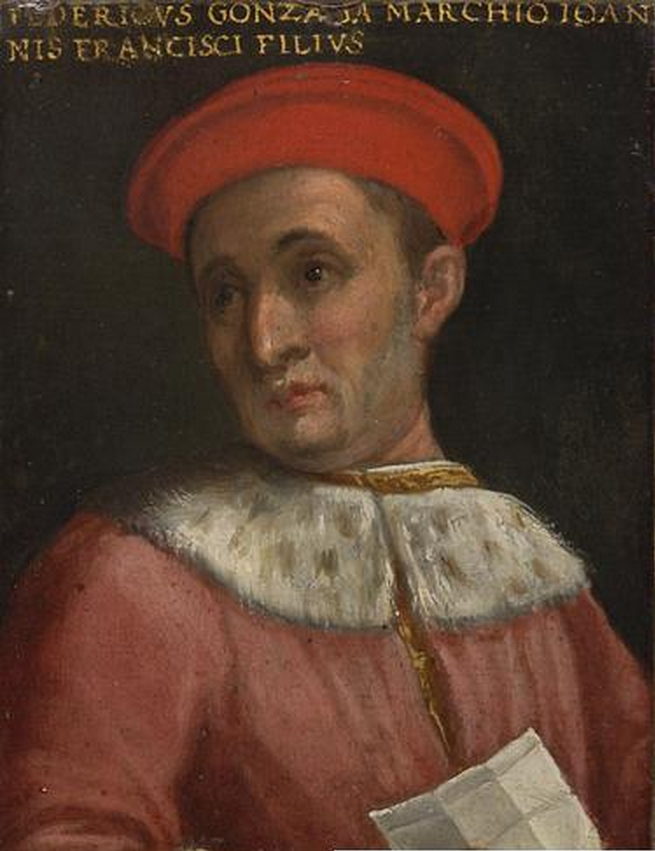
Federico Gonzaga (1483–1527) Signore di Bozzolo (1496–1527)
Lage von Gazzuolo in der heutigen Provinz Mantua
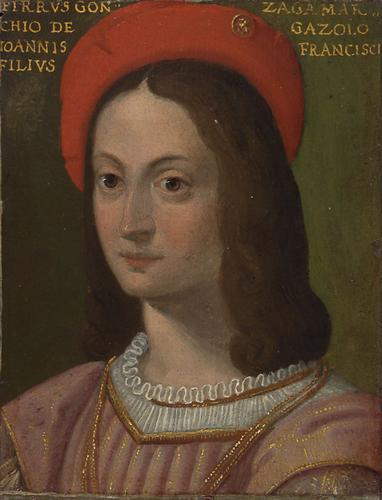
Pirro Gonzaga (1490–1529) Signore di Gazzuolo (1496–1529) e Bozzolo (1527–1529)